# Bernáth Ildikó
Bernáth Ildikó (Budapest, 1949. szeptember 12. –) politikus, 1994–1998-ig a Veszprém Megyei Önkormányzati Közgyűlés tagja, 1998-tól 2010-ig országgyűlési képviselő, 2002–2006-ig Veszprémi Megyei Jogú Város önkormányzati képviselője.

## Tanulmányai, családja
Budapesten nőtt fel, 1968-ban érettségizett a Berzeviczy Gergely Közgazdasági Szakközépiskolában. 1990-ben elvégezte az Államigazgatási Főiskolát, 1994-ben a Pénzügyi és Számviteli Főiskolát.
Elvált, két lánya és négy unokája van. 1976 óta él Veszprémben.

## Munkája, közéleti tevékenysége
1983-tól 1990-ig a Veszprém Megyei Tanácson főelőadóként dolgozott. 1991–1992-ben a Nagyvázsonyi Körjegyzőség körjegyzője. 1992-től 1993-ig a TÁKISZ, Veszprém államháztartási irodavezetője. 1993 és 1998 között az OTP Megyei Igazgatósága, Veszprém önkormányzati osztályvezetője.
1994–1998-ig a Veszprém Megyei Önkormányzati Közgyűlés tagja. 1998-tól 2010-ig országgyűlési képviselő, a Fidesz frakció tagja. Az Országgyűlés Foglalkoztatási és munkaügyi bizottságának alelnökeként foglalkoztatáspolitikai kérdésekkel – munkahelyteremtés, esélyegyenlőség a munkaerő piacon – foglalkozott. 1998-2002. között Veszprém megye 7. számú választókerületének képviseletében sikerült elérnie, hogy a szentkirályszabadjai repteret kizárólag katonai célok mellett polgári felhasználásúra is átminősítsék. 
2010–2012-ig a Nemzeti Erőforrás Minisztérium fogyatékosságügyi miniszteri biztosa, melynek során a fogyatékossággal élők felé megnyilvánuló társadalmi befogadás elősegítése, valamint a fogyatékkal élő és megváltozott munkaképességű emberek munkavállalását támogató új foglalkoztatáspolitikai koncepció kidolgozása volt a feladata.
1997 óta a Kozmutza Flóra Alapítvány Értelmi Sérült Gyermekekért elnöke. 2005-ben kezdeményezte az évente megrendezett „Jótékony mozgás” elnevezésű integrációs sportdélutánt, melyen közel négyszáz sérült és egészséges gyermek sportolhat együtt.
2015-ben az Országgyűlés elnöke Frim Jakab Emlékéremmel díjazta a fogyatékossággal élő személyek támogatott lakhatása területén végzett tevékenységét, az emberi erőforrások miniszterétől Pro Caritate díjban részesült. 
2021-ben a városért és annak polgáraiért végzett kiemelkedő tevékenysége elismeréséül Veszprém Megyei Jogú Város Közgyűlése Pro Urbe érdemérmet adományozott neki.